# 캄팔라의 마천루 목록
이 글은 캄팔라의 마천루 목록이다.

## 완료
| 순위 | 이름                            |  | 높이 m / ft             | 층수      | 완공일 |
| ---- | ------------------------------- |  | ----------------------- | --------- | ------ |
| 1    | 더 펄 오브 아프리카 호텔 캄팔라 |  | 해당 없음               | 24        | 2017년 |
| 2    | 우간다 세무 당국 타워           |  | 해당 없음               | 22        | 2019년 |
| 3    | 워커 하우스                     |  | 해당 없음               | 20        | 2001년 |
| 4    | 크래스털 타워                   |  | 해당 없음               | 20        | 1970년 |
| 5    | 마페라 하우스                   |  | 해당 없음               | 19        | 2012년 |
| 6    | 우간다 하우스                   |  | 해당 없음               | 16        | 1980년 |
| 7    | 참 타워                         |  | 해당 없음               | 16        | 1979년 |
| 8    | 자 나니 루움 교회 집            |  | 해당 없음               | 15        | 2018년 |
| 9    | 캄팔라 쉐라톤 호텔              |  | 해당 없음               | 14        | 1965년 |
| 10   | 다이아몬드 트러스트 빌딩        |  | 해당 없음               | 14        | 1970년 |
| 11   | 임페리얼 로얄 호텔              |  | 해당 없음               | 14        | 2007년 |
| 12   | 크레스트 타워 : 쇼트 타워       |  | 해당 없음               | 12        | 1970년 |
| 13   | DFCU 하우스                     |  | 해당 없음               | 10        | 2013년 |
| 14   | 렌조리 타워                     |  | 해당 없음               | 10        | 2011년 |
| 15   | 코스뷰 타워                     |  | 해당 없음               | 10        | 2007년 |
| 16   | 아마무 하우스                   |  | 해당 없음               | 10        | 2001년 |
| 17   | 커뮤니케이션 하우스             |  | 해당 없음               | 10        | 1999년 |
| 18   | IPS 빌딩                        |  | 41.45 미터 (136.0 피트) | 10        | 1972년 |
| 19   | 트위드 타워                     |  | 해당 없음               | 9         | 2011년 |
| 20   | 스머클리스 요 말틀 샤인         |  | 47 미터                 | 해당 없음 | 2016년 |

## 같이 보기
- 아프리카의 마천루 목록